# Halowe Mistrzostwa Europy w Lekkoatletyce 1973 – skok wzwyż mężczyzn
Skok wzwyż mężczyzn – jedna z konkurencji technicznych rozgrywanych podczas halowych lekkoatletycznych mistrzostw Europy w hali Ahoy w Rotterdamie. Rozegrano od razu finał 11 marca 1973. Zwyciężył reprezentant Węgier István Major, który tym samym obronił tytuł zdobyty na poprzednich mistrzostwach.

## Rezultaty
Rozegrano od razu finał, w którym wzięło udział 19 skoczków.

Opracowano na podstawie materiału źródłowego.
| Miejsce | Zawodnik              | Wynik |
| ------- | --------------------- | ----- |
| 1       | István Major          | 2,20  |
| 2       | Jiří Palkovský        | 2,20  |
| 3       | Wasilios Papadimitriu | 2,17  |
| 4       | Csaba Dosa            | 2,17  |
| 5       | Jan Dahlgren          | 2,14  |
| 6       | Edgar Kirst           | 2,14  |
| 7       | Jean Bodin            | 2,14  |
| 8       | Lasse Viskari         | 2,14  |
| 9       | Enzo Del Forno        | 2,14  |
| 10      | Vladimír Malý         | 2,14  |
| 11      | Petyr Bogdanow        | 2,11  |
| 12      | Heinz-Günther Zimmer  | 2,11  |
| 13      | Philippe Martin       | 2,11  |
| 14      | Aleksandr Żurba       | 2,11  |
| 15      | Leif Roar Falkum      | 2,11  |
| 16      | Stefan Junge          | 2,08  |
| 17      | Hans-Jörg Wildförster | 2,08  |
| 18      | Rustam Achmietow      | 2,08  |
| 19      | Paul De Preter        | 2,05  |